# Экономика Узбекистана
Экономика Узбекистана вторая экономика Центральной Азии и четвёртая экономика постсоветского пространства. За 1991—2013 годы она кардинально изменилась: доля сельского хозяйства в ВВП снизилась с 37 % до 19,23 %. Входит в топ-3 самых быстрорастущих экономик Европы и Центральной Азии в 2024 году. Объём ненаблюдаемой экономики составляет около 40 млрд. долларов США. В связи с чем реальная статистика ВВП может быть несколько занижена. Согласно прогнозам на 2025 год, Узбекистан может стать лидером экономического роста в регионе с ожидаемым увеличением ВВП на 5,8 %, а в 2026 году – на 5,9 %.
Узбекистан занимает (по данным 2014 года) 14-е место в мире по добыче природного газа, третье место в мире по экспорту и шестое место по производству хлопка, 12 -место в мире по запасам урана (4 % мировых запасов урана), по общим запасам золота Узбекистан стоит на четвертом месте в мире, а по уровню добычи золота — на седьмом.

## Обзор
Структура ВВП по отраслям экономики (2017 год): 
сельское хозяйство — 19,2 %, 
сфера услуг — 47,3 %, 
промышленности — 33,5 %.
Занятость: 44 % в сельском хозяйстве, 20 % в промышленности, 36 % в сфере услуг.
Слабые стороны: зависимость от импорта зерновых, внутреннее производство покрывает лишь 25 % потребности.
По оценке экспертов, по итогам 2018 года, доля теневой экономики в ВВП Узбекистана оценивается в 45—46 %.
Иностранные инвестиции:
объём освоенных иностранных инвестиций в экономику Узбекистана на 2020 год составил около 10 млрд долларов.
Китай — крупнейший инвестор в экономику Узбекистана: на 2018 год объём этих инвестиций достигает около 8 млрд долларов, в 2023 году Китай занял первое место по объемам инвестиций в экономику Узбекистана.
Основная процентная ставка на 23 января 2025 года составляет 13.5 %.
В ходе первого Ташкентского международного инвестиционного форума в 2022 году Шавкат Мирзиёев объявил о планах в ближайшие 5 лет довести ВВП страны до 100 миллиардов долларов, а годовой объем экспорта — до 30 миллиардов долларов. 
Благодаря либерализации и кардинальным реформам в экономике страны, этого результата удалось достичь уже на следующий год, в 2023 году ВВП страны составил 101 миллиардов долларов, а в 2024 году 115 миллиардов. Годовой объём экспорта уже в 2023 году составил 28 миллиардов долларов.

## Финансовая система

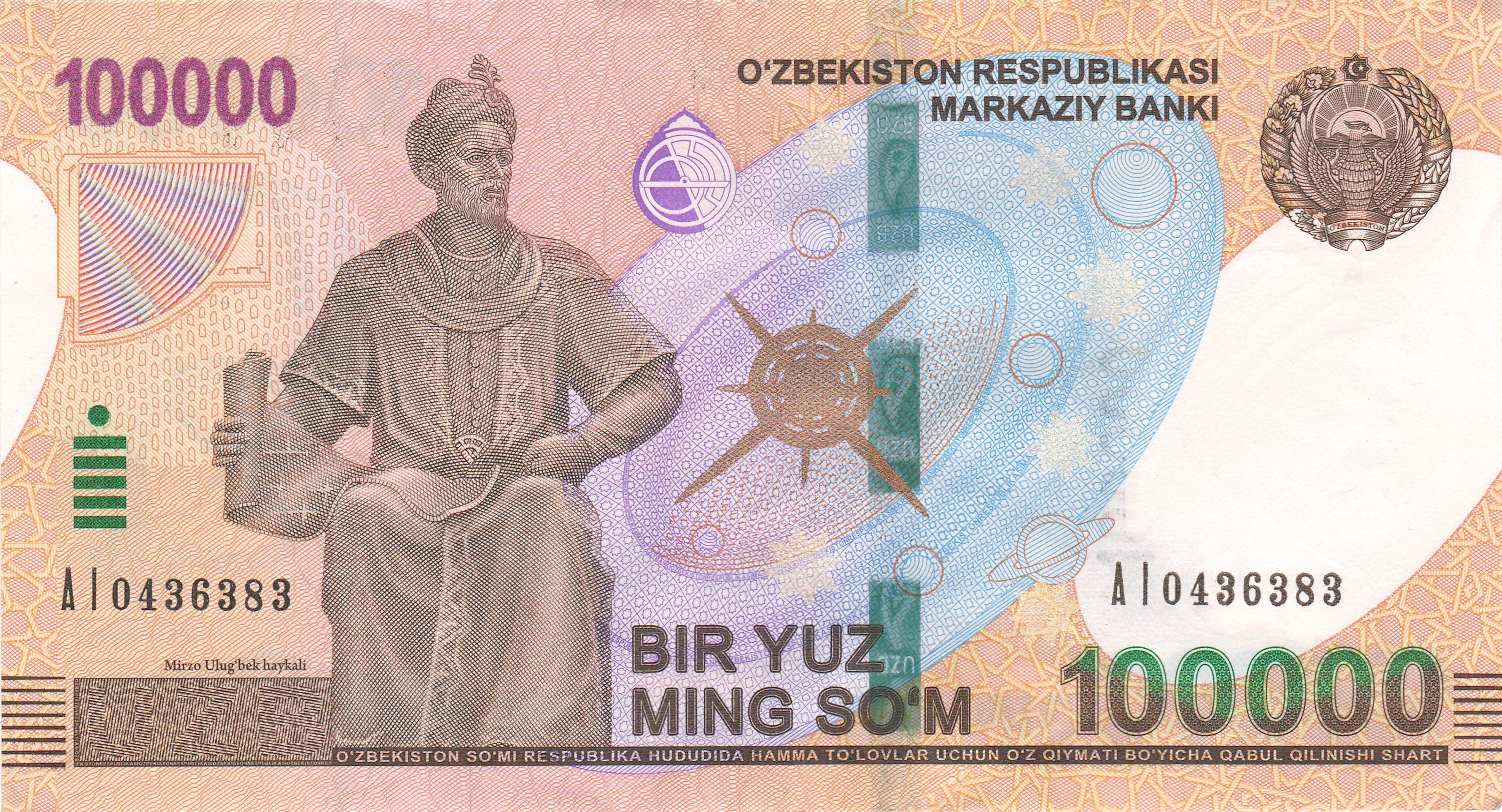
Купюра 100000 сум

Национальная валюта: узбекский сум

### Банковская система
Главным банком республики является Центральный банк Узбекистана, подотчетный Сенату Олий Мажлиса.
На 1 февраля 2024 года банковская система Узбекистана представлена 35 коммерческими банками:
- 10 — с участием государственной доли
- 25 — частных

По меркам СНГ в республике высокая обеспеченность банками — на одно подобное учреждение (банк или его филиал) на 1 января 2011 года приходится 33,8 тыс. человек, что выше, чем, например в России, Казахстане или в Белоруссии (но несравненно ниже, чем в развитых странах ЕС вроде Германии или Италии).
По состоянию на 1 февраля 2024 года:
- активы коммерческих банков Узбекистана — 652,387 трлн сумов
- совокупный капитал банков — 98,482 трлн сумов
- кредитные вложения банков (чистые) — 454,731 трлн сумов
- объём привлечённых депозитов — 242,119 трлн сумов

### Биржи
АО Республиканская фондовая биржа «Тошкент» создана в 1994 году. Её акционерами являются Агентство по управлению государственными активами Республики Узбекистана, Корейская фондовая биржа, Национальный банк ВЭД Узбекистана, АКБ «Асака банк», АКБ «Народный банк» и АКБ «Промстройбанк».
Биржа организует первичное размещение и вторичные торги акциями и облигациями акционерных обществ страны (на 15 июня 2020 года к торгам допущены ценные бумаги 104 эмитентов). Членами биржи являются более 40 инвестиционных посредника.
Объём торгов на РФБ «Ташкент» по итогам 2019 года составил 438,8 млрд сумов.
Узбекская республиканская товарно-сырьевая биржа (УзРТСБ) была учреждена в виде открытого акционерного общества, зарегистрировано в Министерстве юстиции Республики Узбекистан в апреле 1994 года и на сегодняшний день является самой крупной торговой площадкой в Центральной Азии и динамично развивающейся товарной биржей в странах СНГ.
На бирже функционируют четыре торговые платформы:
- биржевая электронная торговая система (электронная автоматизированная торговая система сбора и удовлетворения заявок на заключение сделок с торгуемыми инструментами);
- электронная торговая система выставочно-ярмарочных торгов;
- онлайн аукцион по реализации автономеров;
- электронные государственные закупки (электронный аукцион и магазин).

За 2018 год общий товарооборот УзРТСБ составил 31 835,9 млрд сумов. Из них биржевые торги составили 28 678,6 млрд сумов, выставочно-ярмарочные торги — 1119,9 млрд сумов, аукционные торги по государственным закупкам — 718,9 млрд сумов.
По состоянию на 2020 год законодательная база Узбекистана, регулирующая рынок акций, не соответствует мировым стандартам, из-за чего число публичных размещений акций остаётся очень низким. Агентство по развитию рынка капитала Республики Узбекистан разработало проект нормативных документов, которые позволили бы улучшить ситуацию.

## Энергетика

### Топливно-энергетические ресурсы
На сегодняшний день в структуре первичных топливно-энергетических ресурсов страны 97 % занимают нефть и газ, 2,3 % — уголь, 0,7 % — гидроэнергетика. Одной из крупнейших компаний страны является «UzTransGaz».

### Нефтегазовые ресурсы
Геологические запасы нефти — 5 млрд тонн. Доказанные запасы нефти — 100 млн тонн (по состоянию на начало 2016 г. доказанные запасы нефти составляют 81 млн тонн).
Геологические запасы природного газа — более 5 трлн м³. Доказанные запасы природного газа — 1,1 трлн м³.
Основные месторождения нефти находятся в Каракалпакской автономной республике и шести административных областях: Кашкадарьинской, Бухарской, Сурхандарьинской, Наманганской, Андижанской и Ферганской. Основной объём запасов сосредоточен в пределах крупнейшего в стране месторождения Кокдумалак. Разработка этого месторождения (свыше 50 % запасов сосредоточено на территории Туркменистана) ведется в соответствии с межправительственным Соглашением между Узбекистаном и Туркменистаном, подписанным в марте 1997 года. В соответствии с условиями Соглашения часть добытой нефти безвозмездно поставляется на Сейдинский НПЗ в Туркменистане.
По данным Центра экономических исследований (ЦЭИ) Узбекистана, при сохранении нынешних тенденций и объёмов потребления ресурсов, запасов природного газа и угля в Узбекистане хватит на ближайшие 20—30 лет, в то время как запасы нефти уже практически истощены.
Узбекистан занимает 10 место в мире по потреблению природного газа.

### Электроэнергетика
Электроэнергетика является ключевым сектором социально-экономического комплекса Узбекистана
В соответствии с информацией UNSD (UN Data на март 2021 г.)  установленная мощность-нетто электростанций  страны (на конец 2018 г.) - 14195 МВт, в том числе: тепловых электростанций (ТЭС), сжигающих органическое топливо - 12276 МВт, гидроэлектростанций (ГЭС) - 1915 МВт и солнечных электростанций (СЭС) - 4 МВт; 
производство электроэнергии-брутто  в 2018 г.- 62 408 млн кВт∙ч, 
в том числе: 
ТЭС -  56 510 млн кВт∙ч, 
ГЭС - 5897 млн кВт∙ч.
За период с 1945 по 2016 г. включительно динамика развития электроэнергетики республики иллюстрируется нижеследующей диаграммой

Производство электроэнергии-брутто в Узбекистане,1945-2016 гг., млрд. кВт∙ч

Ключевая энергетическая организация - Министерство энергетики Республики Узбекистан
Крупнейшие корпорации в энергетике Узбекистана — CNPC (China National Petroleum Corporation), KNOC (Korea), Газпром, Лукойл, Uzbekneftegaz.
Ключевые субъекты электроэнергетики:
Крупнейшие тепловые электростанции (1000 МВт и выше): ОАО "Сырдарьинская ТЭС" - 3115 МВт, ОАО «Ново-Ангренская ТЭС» - 2100 МВт, Ташкентская ТЭС - 2230 МВт, АО «Навоийская ТЭС» - 2068 МВт, Талимарджанская ТЭС - 1700 МВт
Гидроэлектростанции Урта-Чирчикского каскада ГЭС: Чарвакская ГЭС - 620,5 МВт, Ходжикентская ГЭС - 165 МВт и Газалкентская ГЭС - 120 МВт

### Атомная энергетика
Первая АЭС в Узбекистане, запланирована на ввод в эксплуатацию в 2029 году. По плану АЭС общей мощностью в 330 МВт будет состоять из шести энергоблоков малой мощности с реакторами РИТМ-200Н. Для реализации этого проекта будет создан международный консорциум. В качестве основного подрядчика проекта выступил «Росатом», также будут привлечены неядерные технологии из Китая и европейских стран.

## Сельское хозяйство
Важнейшей сельскохозяйственной продукцией Узбекистана, помимо хлопка, являются фрукты, овощи и зерно (пшеница, рис и кукуруза). Также в стране налажено виноделие. Основная масса продовольственного сырья производится дехканскими (фермерскими) хозяйствами, на которые в 2008 году пришлось 94,3 % выращенного в республике картофеля, 73,6 % овощей, 58,7 % бахчевых, 67,7 % фруктов, а также 95,9 % мяса и 57,2 % яиц.

## Промышленность

### Добывающая промышленность

#### Нефтедобыча

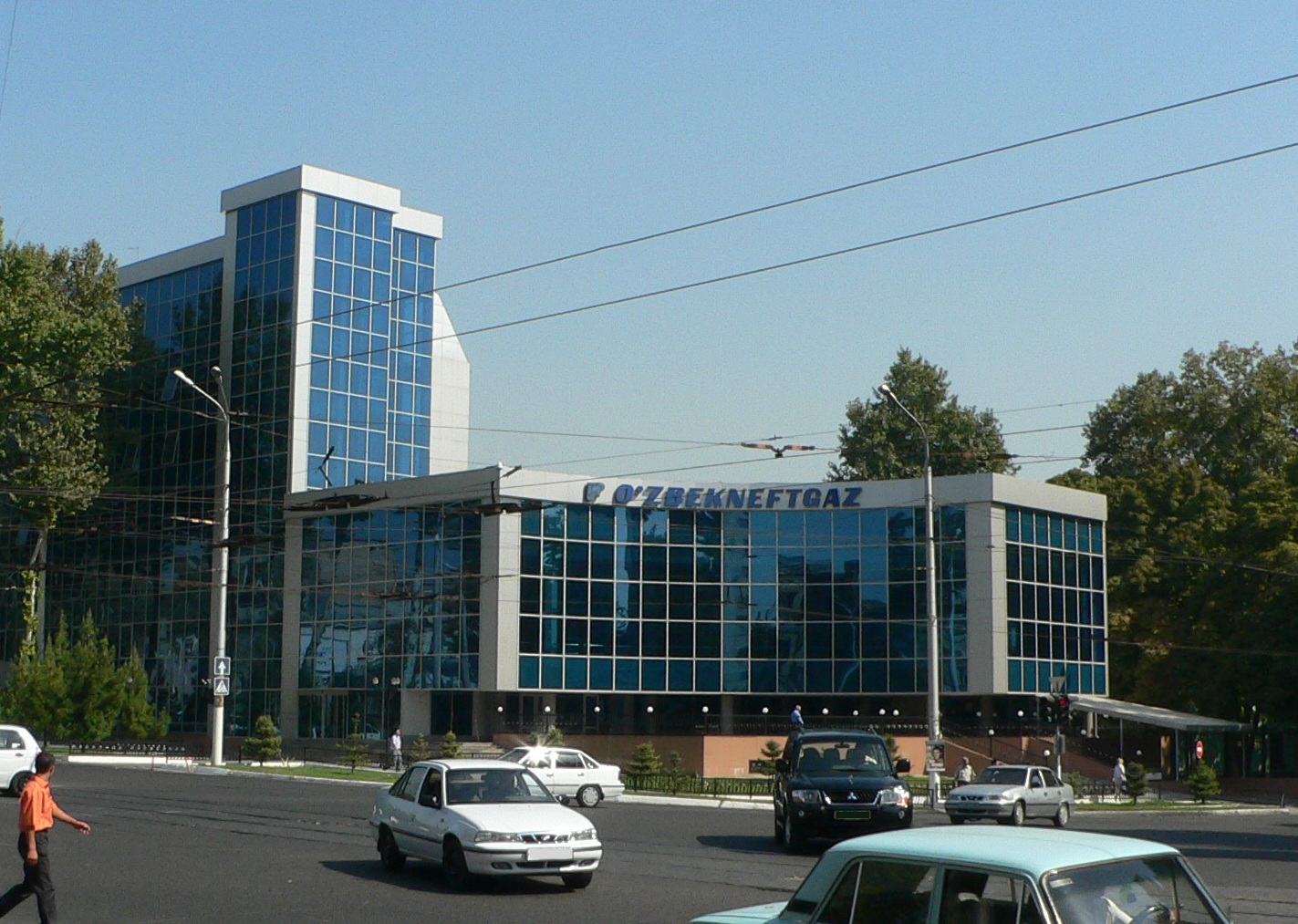
Офис компании «Узбекнефтегаз»

Добыча нефти в Узбекистане в 2018 году составила 746,4 тысяч тонн, добыча природного газа составила 59,8 миллиардов кубометров.
Мощности Национальной компании «Узбекнефтегаз» позволяют обеспечивать добычу природного газа в объёме порядка 60—70 млрд кубометров и жидких углеводородов в объёме 8 млн тонн в год. АО «Узбекнефтегаз» занимает 11 место в мире по добыче природного газа.
| Год   | 2010 | 2011 | 2012 | 2013 | 2014 | 2015 | 2016 |
| ----- | ---- | ---- | ---- | ---- | ---- | ---- | ---- |
| Всего | 3,9  | 3,6  | 3,2  | 3,0  | 2,2  | 2,2  | 2,1  |

С 2003 года Узбекистан импортирует нефть с месторождения Кумколь в Южном Казахстане. Помимо поставок казахстанской нефти в Узбекистан поступали объёмы туркменского сырья. Китайская компания"Petrochina" в 2016 году поставила около 111 тыс. т газового конденсата (в 2015 году — 125 тыс. т) из Туркменистана на Бухарский НПЗ.

#### Нефте- и газопереработка
В Узбекистане действуют три крупных нефтеперерабатывающих завода — Бухарский НПЗ (топливного профиля — 2,5 млн т в год), Ферганский НПЗ (топливно-масляного профиля мощностью 5,5 млн т в год) и Алты-Арыкский НПЗ (топливно-масляного профиля — 3,2 млн т в год). По некоторым данным, в связи со снижением добычи нефти их загрузка не превышает 50 %. В Сурхандарьинской области также действует небольшое узбекско-российское СП «Джаркурганнефтепереработка» по переработке тяжелой нефти.
| Год            | 2013 | 2014 | 2015 | 2016 |
| -------------- | ---- | ---- | ---- | ---- |
| Бензин         | 1,8  | 1,07 | 1,07 | 1,13 |
| Керосин        | 0,25 | 0,16 | 0,16 | 0,18 |
| Дизтопливо     | 1,12 | 0,99 | 1,09 | 0,98 |
| Мазут топочный | 0,19 | 0,12 | 0,07 | 0,10 |

52 % потребляемых в стране нефтепродуктов используется в сфере транспорта, 16 % — в сельском хозяйстве, 13 % — в электроэнергетике, 5 % — в промышленности.
Ферганский нефтеперерабатывающий завод (введен в эксплуатацию в 1959 году) на сегодняшний день выпускает порядка 60 видов нефтепродуктов. Проектная мощность завода по переработке составляет 5,5 миллиона тонн нефти в год.
Газопереработка осуществляется на Мубарекском газоперерабатывающем заводе (введен в эксплуатацию в 1971 году). В настоящее время мощность завода составляет около 30 миллиардов кубометров природного газа и производство более 570 тысяч тонн газового конденсата в год.
Импорт российской нефти в Узбекистан в 2017 году составил 68,2 тыс. тонн.

#### Транспортировка нефти и газа
Газопровод Китай-Центральная Азия. Начинается в районе границы между Туркменистаном и Узбекистаном, транзитом проходит через Узбекистан и Казахстан и заканчивается в китайском пограничном пункте Хоргос. Протяженность газопровода составляет 1833 км. Строительство началось в конце июня 2008 года, в октябре 2010 года была введена в строй вторая ветка трубопровода. Строительство третьей (последней) ветки газопровода должно быть закончено в 2013 году.

#### Угледобывающая промышленность
Узбекистан располагает разведанными запасами угля в количестве 1832,8 млн тонн, в том числе: бурого — 1786,5 млн т, каменного — 46,3 млн т. Прогнозные ресурсы составляют 323,4 млн т угля.
Добыча угля в республике ведется на трех месторождениях: Ангренское (бурый уголь), Шаргуньское и Байсунское (каменный уголь).
Акционерное Общество «Узбекуголь» является единственным предприятием, представляющим в стране угледобывающую отрасль.
Основными направлениями деятельности является геологоразведочные работы, добыча, поставка, хранение, переработка и реализация угольной продукции, а также ряда сопутствующих полезных ископаемых.
По данным официальной статистики, Узбекистан в 2017 году увеличил добычу угля на 4,4 % по сравнению с 2016 годом до 4,038 миллиона тонн.
Основным потребителем угольного топлива является электроэнергетический сектор, на долю которого приходится свыше 85 % общего потребления угля.

#### Цветные металлы
Медь и серебро
Алмалыкский горно-металлургический комбинат — единственный производитель меди в Узбекистане, и один из крупнейших производителей цветных металлов в Центральноазиатском регионе.
На долю АГМК приходится порядка 90 % производства серебра и 20 процентов золота в республике.
В состав комбината входят два горнорудных предприятия, две обогатительные фабрики и два металлургических завода со своей инфраструктурой. Общий объём производимой продукции оценивается более чем в 300 миллионов долларов в год.
Комбинат имеет право на разработку месторождений медно-молибденовых и свинцово-цинковых руд в районе города Алмалык (Ташкентская область). Сырьевой базой АГМК являются месторождения медно-порфировых руд «Кальмакыр» и «Сары-Чеку» (Ташкентская область) и месторождение свинцово-цинково-баритовых руд «Уч-Кулач» (Джизакская область).
Вольфрам
Переработкой вольфрамовых руд и молибдена, обнаруженных в республике, занимается Узбекский комбинат тугоплавких и жаропрочных металлов (УзКТЖМ, введён в строй в 1956 году) в Чирчике.
Золотодобыча
По общим запасам золота Узбекистан стоит на четвертом месте в мире, по уровню добычи — на девятом. В 2012 году добыто 90 тонн золота.
По данным Госкомгео Узбекистана, в республике в настоящее время открыто 41 месторождение золота, из них разрабатываются девять месторождений. Золото добывается в бассейне р. Зеравшан и в Кызылкумах.
Размер разведанных и подтвержденных запасов золота в Узбекистане составляет около 2,1 тыс. тонн. Общие запасы составляют примерно 3,35 тыс. тонн.
Добыча золота в стране сконцентрирована на 2-х крупнейших предприятиях — Навоийский и Алмалыкский горно-металлургические комбинаты (НГМК и АГМК).
Производство золота на ГП «Навоийский горно-металлургический комбинат» (НГМК) в последние годы составляло более 60 тонн при общей добычи этого металла в республике порядка 90 тонн. Производственный комплекс НГМК объединяет пять металлургических заводов в Навои (ГМЗ-1), Зарафшане (ГМЗ-2), Учкудуке (ГМЗ-3) и Зармитане (ГМЗ-4), Марджанбулакская золотоизвлекательная фабрика (МЗИФ) в п. Марджанбулак Самаркандской обл.

#### Уран
По данным МАГАТЭ, Узбекистан стоит на седьмом месте в мире по запасам урана (4 % мировых запасов урана) и на пятом по его добыче. Разведано на данный момент около 40 месторождений, основу которых составляют 27.
По данным Госкомгео, разведанные и оцененные запасы урана составляют 185,8 тысячи тонн, из которых 138,8 тысячи тонн — уран песчаникового типа, 47 тысяч тонн — черносланцевого типа.
Монопольным производителем урана в республике является Навоийский горно-металлургический комбинат (НГМК). Комбинат планирует увеличить к 2010 году добычу урана до 3 тыс. тонн. До начала 90-х годов НГМК производил ежегодно до 3,5 тыс. тонн малообогащенного урана.
Республика не обладает собственной атомной промышленностью и весь произведенный малообогащенный уран поставляет на экспорт.
В августе 2009 года китайская компания CGNPC Uranium Resources Co и Госкомгео Узбекистана создали СП Uz-China Uran с целью строительства добывающего комплекса и начать добычу урана во второй половине 2014 года.

### Металлургия
Чёрная металлургия
90 % продукции чёрной металлургии в республике приходится на долю ОАО «Узбекский металлургический комбинат» (ОАО «Узметкомбинат», Бекабад, Ташкентская область, введен в действие в 1956 году).
По итогам 2012 года ОАО «Узметкомбинат» увеличил производство стали на 0,4 % по сравнению с 2011 годом — до 736,3 тысячи тонн. Ранее он перерабатывал металлический лом, поступающий из всех республик Центральной Азии. В настоящее время из-за снижения поставок лома мощности предприятия загружены не полностью.

### Автомобильная промышленность

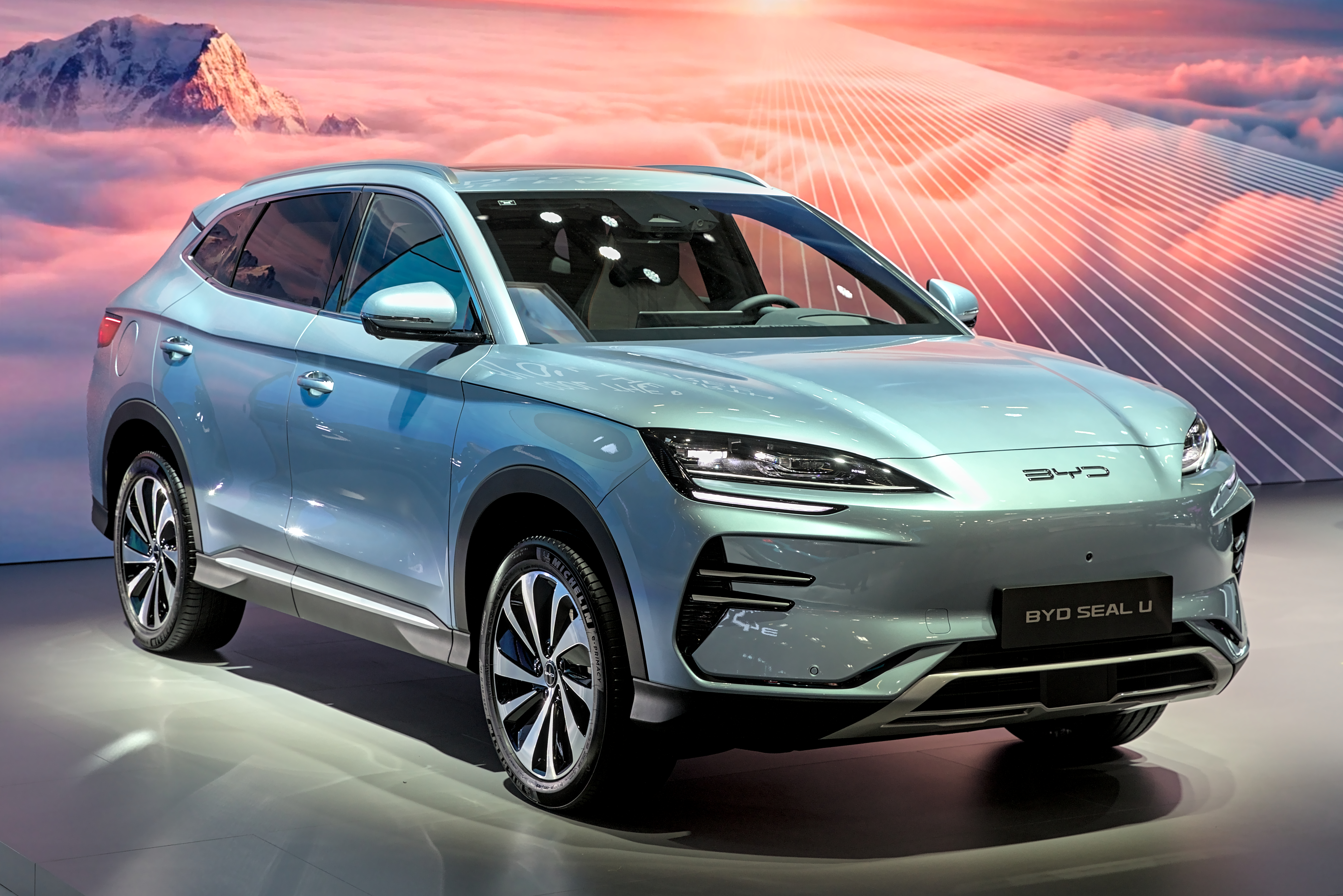
Byd Song Plus Champion

JV MAN Auto-Uzbekistan — совместное предприятие акционерной компании «Узавтосаноат» и компании MAN Truck & Bus (Германия).
ООО «СамАвто» (создано в 2006 году) производит грузовики грузоподъемностью от четырех до 18 тонн, а также пассажирские городские автобусы вместимостью 37 человек на базе шасси японской компании Isuzu
ЗАО СП GM Uzbekistan (бывш. UzDaewooAuto) — производство автомобилей, в 2018 году составило 220 667 единиц.
Ташкентский тракторный завод (ТТЗ) выпускает трактора и тракторные прицепы для бестарной перевозки хлопка.
В 2024 году создано ООО “BYD Uzbekistan Factory” с заводом в городе Джиззак. 

### Электротехническая промышленность
Выпуск электротехнической продукции осуществляет совместное узбекско-российское предприятие «Узэлектроаппарат — Электрощит», основанное на базе бывшего головного предприятия Научно-производственного объединения «Средазэлектроаппарат» (введено в строй в 1941 г.).
Крупнейшим производителем бытовой техники является группа компаний «Artel» входящая в свою очередь в холдинг «AKFA Group». По данным на конец 2017 года, «Artel» имеет более 50 % долю в стране, в сегменте бытовой техники.
Крупными предприятиями отрасли являются Ташкентский кабельный завод (ныне государственное акционерное общество «Узкабель»), Андижанские «Электроаппарат» и «Андижанкабель». В Ташкенте работают также заводы «Зенит», производящий оборудование для телевизоров и видеотехники, и «Алгоритм», освоивший производство современных телевизоров и другой техники.
Завод бытовых холодильников СИНО мощностью 250 тыс. штук в год был введен в эксплуатацию в 1973 году (тогда он назывался производственное объединение «Электробытмаш»). В 2004 году китайские компании Henan Henfey Electric и Hayer Group осуществили поставку и монтаж оборудования на сумму в 5,5 млн долларов.

### Строительная промышленность
Часть стройматериалов местного изготовления — по официальным данным, в 2013 году в Узбекистане произведены 7,1 млн тонн цемента, 1,0 млн кубических метров сборных железных конструкций и изделий, 1,7 млн млрд штук условного кирпича стеновых материалов, 5,9 млн м² стеновых плиток, 8,2 млн м² оконного стекла, 0,3 смешно млн м² блоков оконных и дверных в сборе.

### Пищевая промышленность
Пищевая промышленность:
в 2011 году было произведено — 226,6 тыс. тонн растительного масла, 1470,8 тыс. тонн муки, 322,7 тыс. тонн сахарного песка.

### Фармацевтическая промышленность
Фармацевтическая промышленность объединена в Государственно-акционерный концерн «Узфармсаноат», состоящий из 84 предприятий и организаций, из них 3 иностранных предприятия (ИП) , 15 совместных предприятий (СП), 4 научно-исследовательских института и одно научно-производственное объединение. Объём производства за 2011 составил 265,7 млрд сум.

## Транспорт

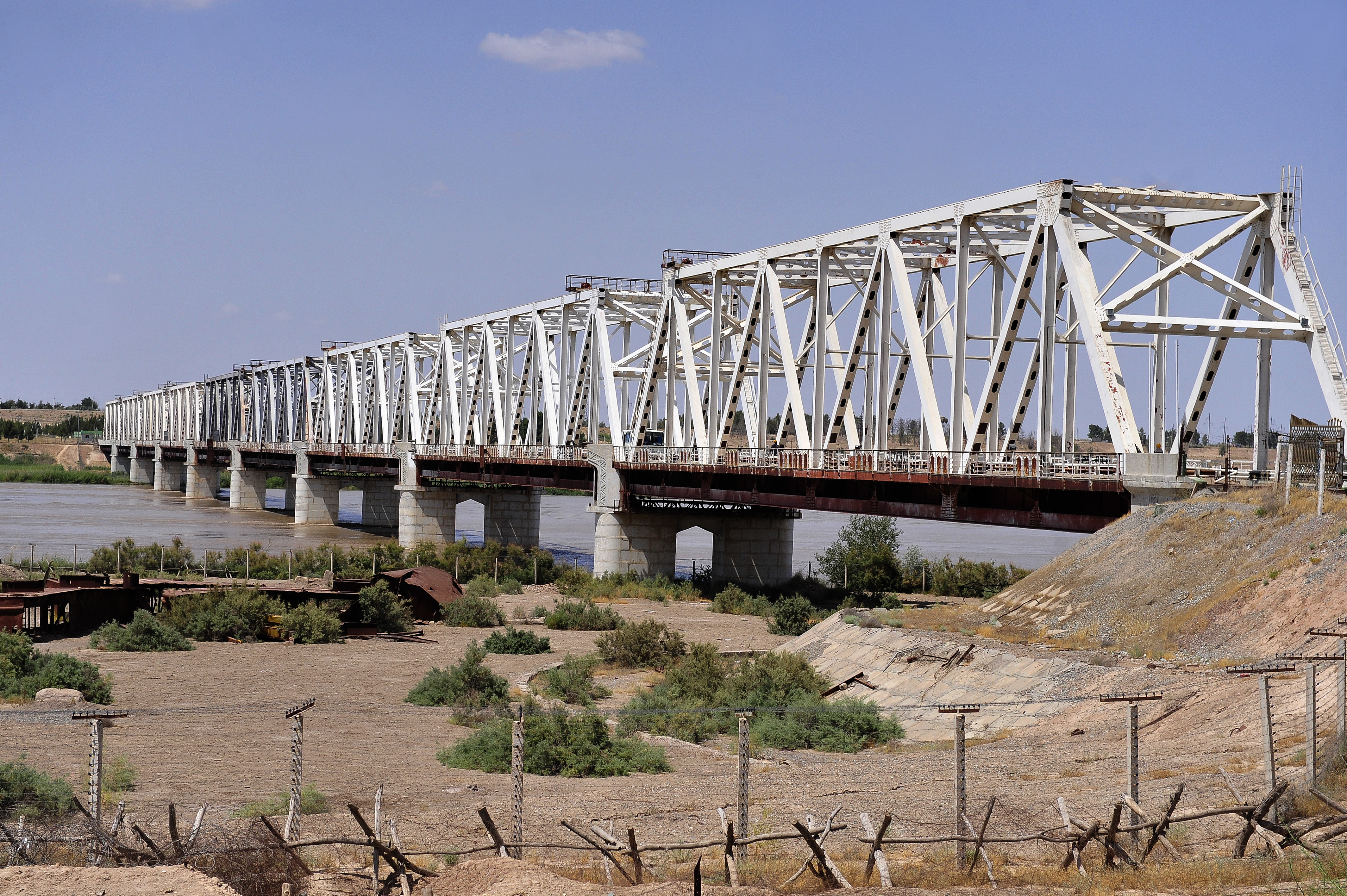
Железнодорожно — автомобильный Мост Дружбы (Афганистан — Узбекистан)

### Железнодорожный транспорт
В Узбекистане при общей протяженности железнодорожных путей в 6500 километров электрифицировано 1100 километров. За годы независимости построены железные дороги в обход туркменской территории, что позволило добиться транспортной независимости: Учкудук — Мискин — Нукус и Ташгузар — Байсун — Кумкурган.
Действует Высокоскоростная железная дорога, линию обслуживают поезда «Afrosiyob», курсирующие семь дней в неделю.

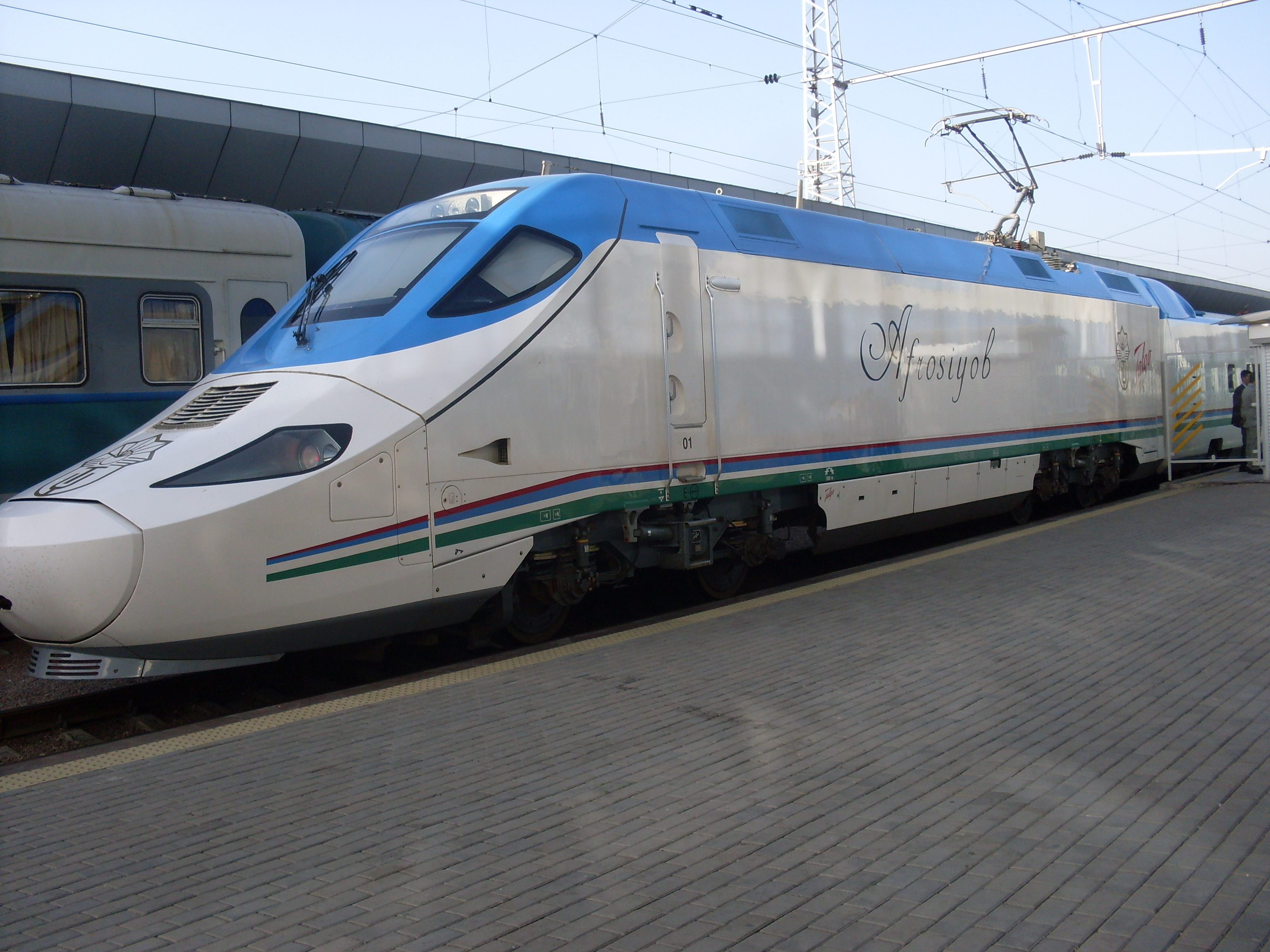
Электропоезд Afrosiyob

Годовой грузооборот железной дороги составляет около 90 % от суммарного грузооборота всех видов транспорта страны.
В 2016 году Государственно-акционерной железнодорожной компанией (ГАЖК) «Узбекистанские железные дороги» было перевезено 68 млн тонн грузов и 21,1 млн пассажиров.
Ремонт подвижного состава и выпуск вагонов-цистерн, крытых вагонов и полувагонов осуществляется Унитарное предприятие «O’ZTEMIRYO’LMASHTA’MIR», включающее в себя «Ташкентский тепловозоремонтный завод», «Андижанский механический завод» (основан в 1987 г.), «Пахтаабадский вагоноремонтный завод», ДП «Литейно-механический завод» (основан в 2003 г.) и Локомотивное депо г. Самарканд.
АО «Ташкентский завод по строительству и ремонту пассажирских вагонов», выпускает вагоны пассажирского подвижного состава под фирменным знаком «Мade in Uzbekistan». Заключены контракты на поставку в Россию и Казахстан пассажирских вагонов современной модификации.
Планируется строительство железнодорожной магистрали «Китай — Кыргызстан — Узбекистан». Согласно предварительным параметрам проекта, сокращение пути из Восточной Азии в страны Ближнего Востока и Южной Европы составит порядка 900 километров, а сроки уменьшатся на 7—8 суток. Детальный маршрут железной дороги между Китаем, Кыргызстаном и Узбекистаном будет готов к апрелю 2018 года.

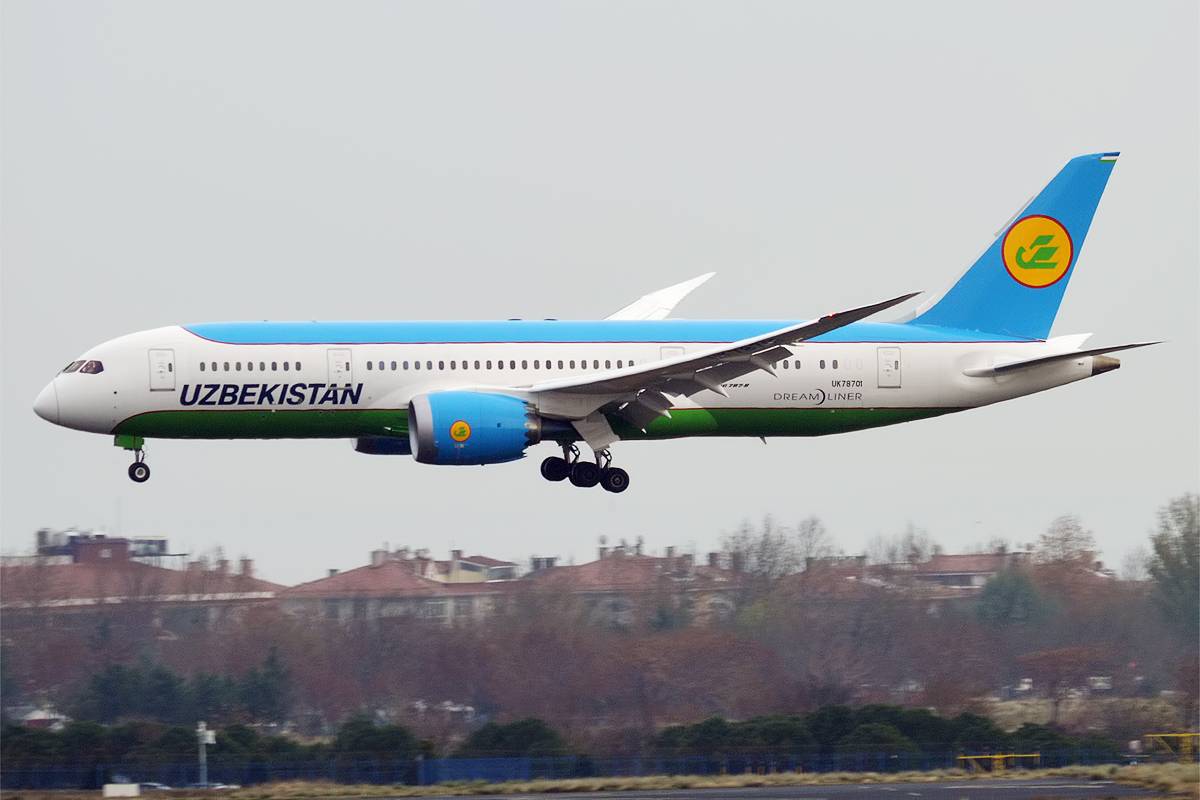
Boeing 787-8 Dreamliner, Uzbekistan Airways

### Авиатранспорт
Авиатранспорт представлен национальной авиакомпанией «Узбекистон хаво йуллари» в состав которой до 30 сентября 2019 года входили 11 аэропортов. Все аэропорты имеют статус международных. С 30 сентября аэропорты подчиняются AO «Uzbekistan Airports».
Авиапарк компании насчитывает 29 самолетов.
По итогам 2018 года компанией перевезено 3,2 млн пассажиров.

## Сотовая связь
Услуги по предоставлению сотовой связи на территории Узбекистана оказывают компании
— ИП ООО «Unitel» — дочерняя компания ОАО «ВымпелКом», предоставляющая услуги сотовой связи под торговой маркой «Билайн» (стандарты GSM, UMTS, LTE);
— ИП ООО «COSCOM» — входит в группу компаний «TeliaSonera», предоставляющая услуги сотовой связи под торговой маркой UCell (стандарты GSM, UMTS, LTE);
— ООО «Universal Mobile Systems» — предприятие предоставляющая услуги сотовой связи под торговой маркой «Mobiuz» (стандарты GSM, UMTS, LTE), 100 % в уставном капитале которого принадлежат Фонду поддержки развития цифровой экономики «Цифровое доверие»;
Кроме того, на рынке действуют компании ИП ООО «Rubicon Wireless Communication» (стандарт CDMA) под торговой маркой «Perfectum» и UZMOBILE (стандарты CDMA и GSM/UMTS/LTE) — филиал АК «Узбектелеком», национального провайдера телекоммуникаций.

## Сфера услуг

### Страховые услуги
В Узбекистане 27 страховых компаний, из них 23 осуществляют деятельность в отрасли общего страхования и 4 в отрасли страхования жизни.

### Туризм

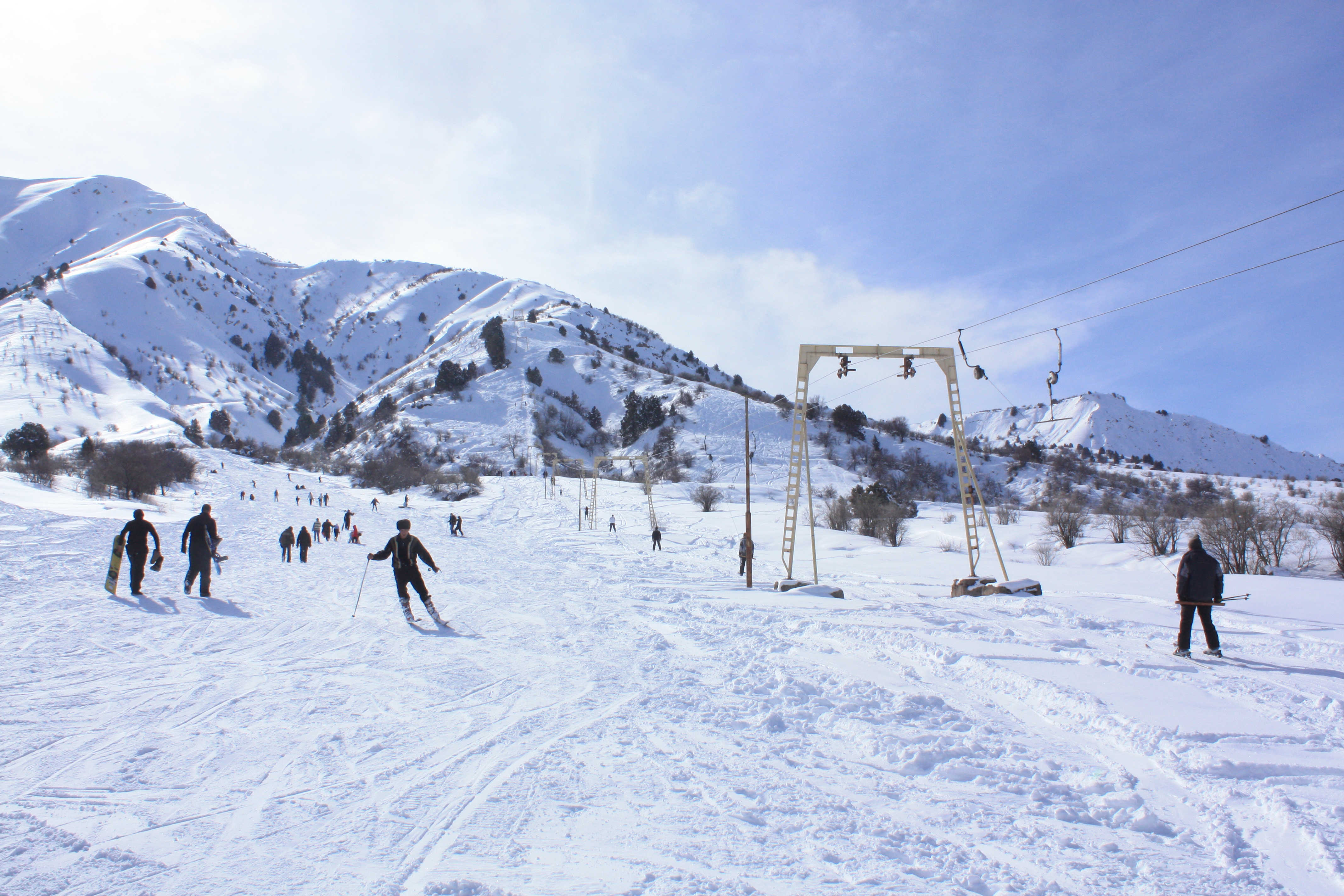
Туристический горнолыжный комплекс Чимган

В настоящее время на территории Узбекистана работают более 850 туроператоров и более 660 гостиниц и кемпингов, в том числе гостиничных комплексов «Бухара Палас», «Афросиаб Палас», «Шахрисабз Юлдузи» «Шодлик-Палас», «Афросиаб-Палас», «Бухара-Палас», «Гранд Бухара», «Шахрисабз юлдузи», «Регистан» и другие., туристический горнолыжный комплекс Чимган.
В 2017 году Узбекистан посетили более 2,5 млн человек.
На долю развитых туристских регионов страны — Бухарской, Самаркандской, Хорезмской, Ташкентской областей и г. Ташкента приходится около 80 % от общего туристского потока.

## Внешняя торговля
Основные статьи экспорта Узбекистана — услуги, золото, энергоносители и нефтепродукты, текстильная продукция, чёрные и цветные металлы, продовольственные товары, химическая продукция.
За 1991—2018 гг. произошло существенное изменение структуры экспорта Узбекистана: главным товаром республики стала сфера услуг (её доля в экспорте составляет 21,3 %), при этом доля хлопкового волокна в экспорте снизилась с 59,7 % до 1,6 %, возросла доля продовольствия (с 3,9 % до 7,7 %), химической продукции (с 2,3 % до 6,3 %), чёрных и цветных металлов (с 4,6 % до 8,2 %).
В структуре импорта основная доля приходится на машины и оборудование — 42,5 % и химическую продукцию и изделия из нее — 13,1 %.
Внешнеторговый оборот за 2018 год составил около 33,8 млрд долларов США:
- Экспорт — 14,257 млрд долларов
- Импорт — 19,557 млрд долларов

В январе-марте 2022 года внешнеторговый оборот Узбекистана составил 13,2 млрд долларов США: экспорт – 5,8 млрд (товары – 5,2 млрд, услуги – 568 млн), импорт – 7,4 млрд (товары – 6,8 млрд, услуги – 530 млн), сальдо – 1,6 млрд.
На 2023 г. Узбекистан является лидером среди стран СНГ по объему товарооборота с ЕАЭС.
Среди стран СНГ основными внешнеторговыми партнерами являются Россия, Казахстан, Кыргызстан, Украина, Белоруссия, Таджикистан и Туркменистан, на долю которых приходится 36,8 % внешнеторгового оборота; 
среди других стран — Китай, Турция, Республика Корея, Германия, Япония, Афганистан, Латвия, США, Иран, Франция, Италия, Литва, Индия, на долю которых приходится 63,2 % всего внешнеторгового оборота.

### Торговля с Россией
По итогам 2018 года, товарооборот с Россией составил 5,73 млрд долл.
В 2019 году товарооборот составил 5,08 млрд долл., при массе грузоперевозок 6,03 млн тонн.; в том числе импорт в Россию из Узбекистана — 1,17 млрд долл., экспорт из России в Узбекистан — 3,91 млрд долл.
С 2017 года экономическое сотрудничество двух стран усилилось. К 2020 году было образованно множество совеместных предприятий в различных сферах экономики. Узбекско-российские торгово-экономические связи характиризуются сферой легкой промышленности и сельского хозяйства.
Узбекскими предприятиями лёгкой промышленности создано 44 торговых дома в 8 регионах России.
К 2020 году более 50 процентов российского экспорта в Узбекистан приходилось на металлы, древесину и минеральные продукты, а более 90 процентов узбекского экспорта в Россию составляла текстильная, продовольственная и химическая продукция.

### Торговля с КНР
По итогам 2018 года, товарооборот с КНР достиг 6,42 млрд долл. Китай — один из крупнейших инвесторов в экономику Узбекистана.

### Торговля с Казахстаном
В 2018 году товарооборот с Казахстаном составил 3,02 млрд долл.

### Торговля с Турцией
В 2018 году товарооборот с Турцией составил 2,17 млрд долл.

### Торговля с Кыргызстаном
В 2018 году товарооборот с Кыргызстаном составил 481 млн долл. В этом же году подписано соглашение о запуске совместного кыргызско-узбекского предприятия по сборке автомобилей и автобусов.

### Торговля с Таджикистаном
В 2018 году товарооборот Узбекистана и Таджикистана превысил 389,4 млн долл. В 2017 году в Таджикистане были открыты торговые дома компании «Узтрейд», где представлена широкая номенклатура товаров узбекистанского производства.

### Торговля с Индией
По итогам 2018 года, товарооборот с Индией составил 284,6 млн долл.
В 2017 году компания «Узтрейд» при Министерстве внешней торговли Узбекистана открыла торговый дом в Дели.

## Свободные экономические зоны
С 2008 года в республике начали создавать территории со льготным режимом налогообложения и освобождением от таможенных платежей:
В этом год создана СЭЗ «Навои»
В 2012 г. — СЭЗ «Ангрен»
В 2013 г. — СЭЗ «Джиззак»
В 2017 г.:
- «Ургут»[89]
- «Гиждуван»
- «Коканд»
- «Хазарасп»
- «Нукус-фарм»[90]
- «Зомин-фарм»
- «Косонсой-фарм»
- «Сирдарё-фарм»
- «Бойсун-фарм»
- «Бустонлик-фарм»
- «Паркент-фарм»
- Свободная туристическая зона «Чарвак»[91].

В 2018 г.:
- «Балик ишлаб чикарувчи»[92].
- «Сырдарё»[93].

Всего на 2018 год в Узбекистане создано 17 СЭЗ.

## Доходы населения
Согласно данным Госкомстата Республики Узбекистан средняя номинальная начисленная зарплата в 2024 году составила 5,35 млн сум ($412.00)
В Ташкенте средняя номинальная начисленная зарплата по данным на 2024 год составляет 9,072 млн сум ($700.00). В сфере информационных технологий и связи зарплата составляет от 16,9 млн сум ($1300.0) сум в сфере информационного обслуживания и 18,2 млн сум ($1406.00) в сфере программирования, ИТ консалтинга и т. д. Средняя же зарплата в ИТ сфере составляет 14,85 млн сум ($1142.00). 
Регионом с самой низкой заработной платой является Кашкадарьинская область со средней зарплатой 3,78 млн сум ($290.00). 
Разрыв в средних доходах населения между столицей и регионами может достигать 3—4 раза. 

### Бедность
Узбекистан, страна с нижним средним уровнем доходов, к 2022 году успешно сократил уровень бедности  (долю населения, проживающего за чертой бедности)  до 5%  при оценке по международной черте бедности для стран с нижним средним уровнем доходов  (3,65 долл. США на человека в день, по паритету покупательной способности (ППС) в ценах 2017 г.). 
Страна демонстрирует устойчивый прогресс в усилиях по сокращению бедности по международной черте бедности для стран с высшим средним уровнем доходов (ВСУД) (6,85 долл. США в день на человека,  по ППС 2017 года).
Уровень бедности в Узбекистане, измеряемый по международной черте бедности для стран с ВСУД, резко снизился с 36% в 2015 году до 11% в 2023 году, при этом темп снижения был выше, чем в остальных странах Европы и Центральной Азии, где этот показатель снизился с 13% до 8% за тот же период. 
Регионом с самым высоким уровнем бедности является Каракалпакстан — 19.7% населения, в то время как в Ташкенте — 8.5%. В среднем же, в Узбекистане около 11% населения находятся за чертой бедности по информации на 2023 год, против 36% в 2015 году

### Доходы в сфере образования и медицины
Средняя зарплата учителя в сфере высшего образования составляет 8,56 млн сум ($658.00). В сфере технического и профессионального образования средний доход составил 3,75 млн сумов ($288.00), в общеобразовательных школах — 3,58 млн сумов ($275.00).

### Средняя зарплата по отраслям
Самые высокие средние оклады отмечены в сфере финансов и страхования — 15,26 млн сумов ($1173.00). На втором месте — информация и связь с показателем 13,15 млн сумов ($1011.00), за ними следуют перевозка и хранение — 8,11 млн сумов ($623.00).

В промышленности средняя зарплата составляет 6,43 млн сумов ($494.00), торговле — 6,23 млн сумов ($479.00), строительстве — 5,97 млн сумов ($459.00).
Самые низкие зарплаты наблюдаются в здравоохранении и предоставлении социальных услуг (3,41 млн сумов ($262.00)), а также в образовании (3,63 млн сумов ($279.00)).
Минимальный размер оплаты труда в Узбекистане (МРОТ, не МРЗП) с 1 октября 2024 года — 1 155 000 сумов ($88,84).

## Рейтинги
В декабре 2018 года рейтинговые агентства Fitch и S&P впервые присвоили Узбекистану суверенный кредитный рейтинг. Оба агентства присвоили долгосрочный рейтниг на уровне «BB-», краткосрочный — «B»
В феврале 2019 года агентство Moody's присвоило Узбекистану первый долгосрочный кредитный рейтинг на уровне «B1» со стабильным прогнозом.
В общем рейтинге продовольственной безопасности в 2021 году Узбекистан поднялся на две позиции и занял 78-е место из 113.
Для обеспечения объективной и правильной оценки Узбекистана в международных рейтингах Государственным комитетом по статистике постоянно заполняется 17 вопросников международных организаций. В частности, налажено сотрудничество в области статистики с Европейской экономической комиссией ООН, Международным валютным фондом, Всемирным банком, Европейским банком реконструкции и развития, Азиатским банком развития и другими международными структурами.